# Sophie Adlersparre
Sophie Adlersparre (Helgerum, 6 de julho de 1823 - Ström, 27 de junho de 1895) foi uma  pioneira da emancipação das mulheres na Suécia.